# Tajemna wyprawa
Księga czwarta: Tajemna wyprawa (ang. Queste) – czwarta książka z cyklu powieści fantasy o młodym czarodzieju Septimusie Heapie, autorstwa angielskiej powieściopisarki Angie Sage. Seria opowiada o Septimusie Heapie, siódmym synu siódmego syna, obdarzonym nadzwyczaj magicznymi zdolnościami. Okładka książki jest wzorowana na odzyskanych notatkach Nicka oprawionych przez Ephaniaha Grebe, z Kamieniem Wyprawy leżącym na wierzchu.

## Fabuła
Jest problem na Zamku, a to wszystko dlatego, że Merrin Meredith powrócił z Mrocznymi planami co do Septimusa.
Choć nie ukończył swoich nauk, Septimus zostaje wysłany na śmiertelną wyprawę. Musi znaleźć sposób na przetrwanie, co nie udało się żadnemu innemu uczniowi: musi odnaleźć Dom Foryksów – Miejsce Połączenia Wszystkich Czasów – aby uratować Nicka i Snorri. Z pomocą Jenny, Beetle'a oraz tajemniczego skryby o imieniu Ephaniaha Grebe, Septimus wyrusza w podróż pełną przygód, niebezpieczeństw i Magii.